# Hyaenodontidae
Famille
Les Hyaenodontidae (Hyaenodontidés en français) sont une famille fossile de mammifères placentaires carnivores ; ils sont rattachés à l'ordre des Creodonta. Ils ont vécu du Paléocène au Miocène, tout d'abord en Afrique, avant de coloniser l'Europe et l'Asie et enfin l'Amérique du Nord, .
Les Hyaenodontidae (« dents de hyènes ») sont une famille importante de mammifères carnivores de l'ère Tertiaire, la plus connue de l'ordre des créodontes. Deux autres familles sont rattachées à cet ordre, les Oxyaenidae et, depuis 2015, les Hyainailouridae qui n'étaient auparavant qu'une sous-famille (Hyainailourinae) de Hyaenodontidae.

## Description

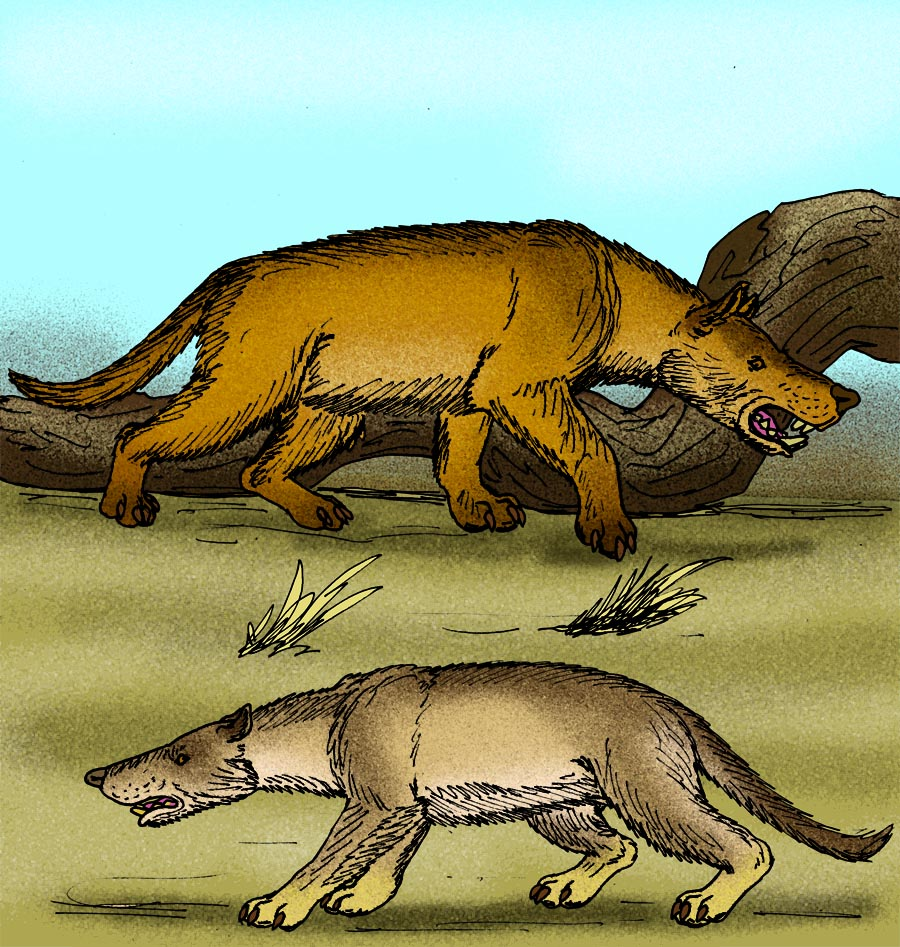
Vue d'artiste de Hyaenodon gigas (en haut) et H. mongoliensis.

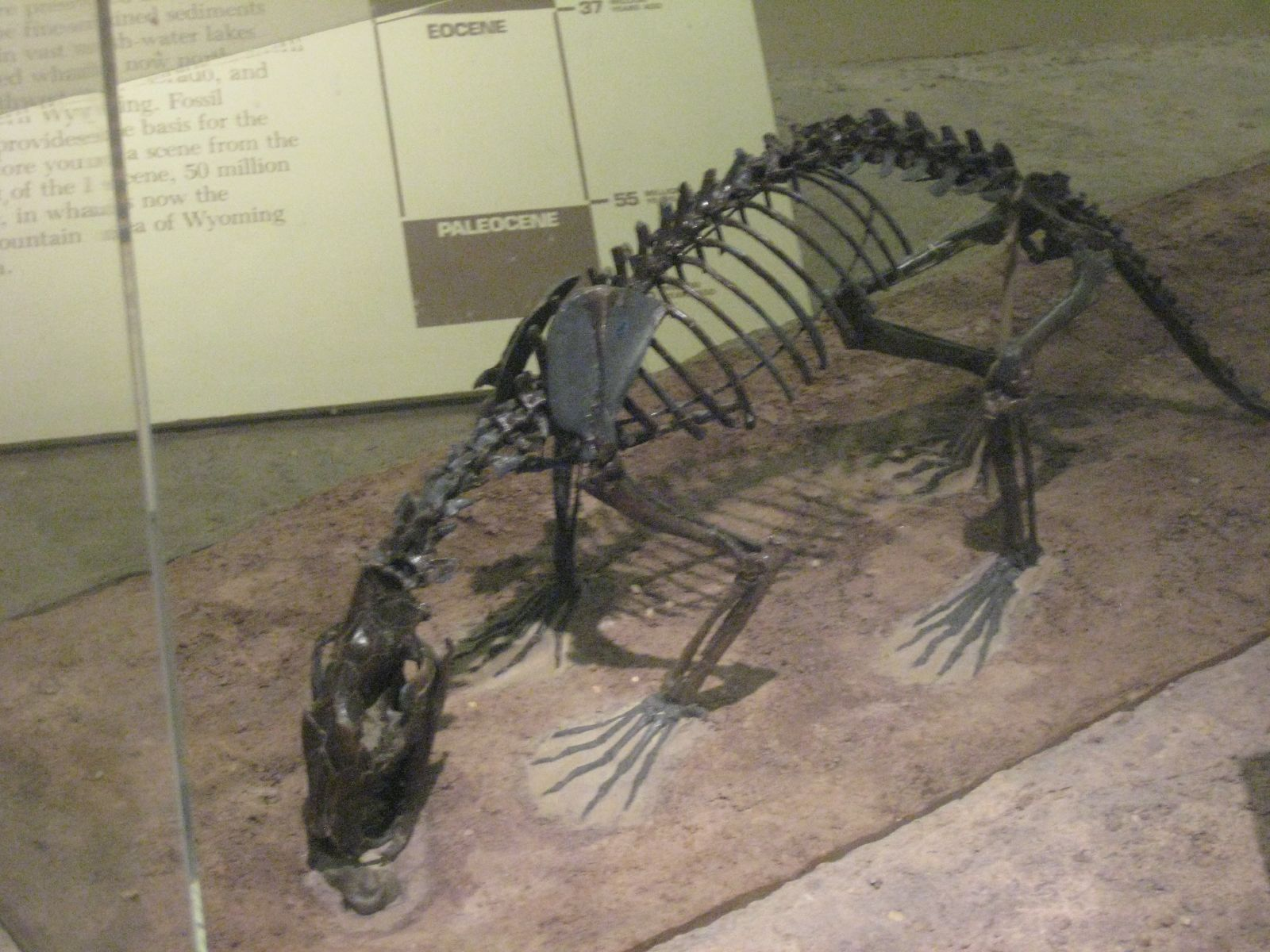
Squelette d'un Hyaenodontidae : Sinopa grangeri.

Ils se caractérisent par une mâchoire allongée comme celles des hyènes de l'époque contemporaine (avec cependant une denture différente). Ce sont les plus gros représentants des créodontes. Le plus connu des Hyaenodontidae est Hyaenodon, qui pouvait atteindre deux mètres de haut et dont les fossiles sont communs partout dans le monde.

## Genres
- Ordre Creodonta (créodontes) :
  - Famille Hyaenodontidae[4]
    - Sous-famille Hyaenodontinae
      - Genre Hyaenodon
      - Genre Isohyaenodon
      - Genre Metapterodon
      - Genre Neoparapterodon
      - Genre Pyrocyon

    - Sous-famille Limnocyoninae
      - Genre Iridodon

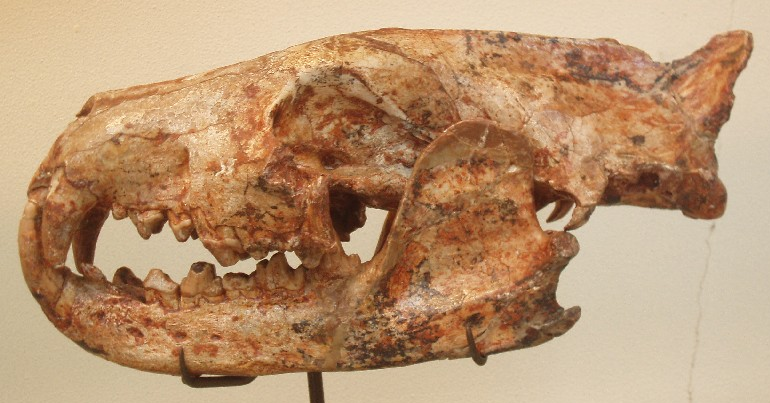
Crâne de Hyaenodon cayluxi
au Muséum national d'histoire naturelle.

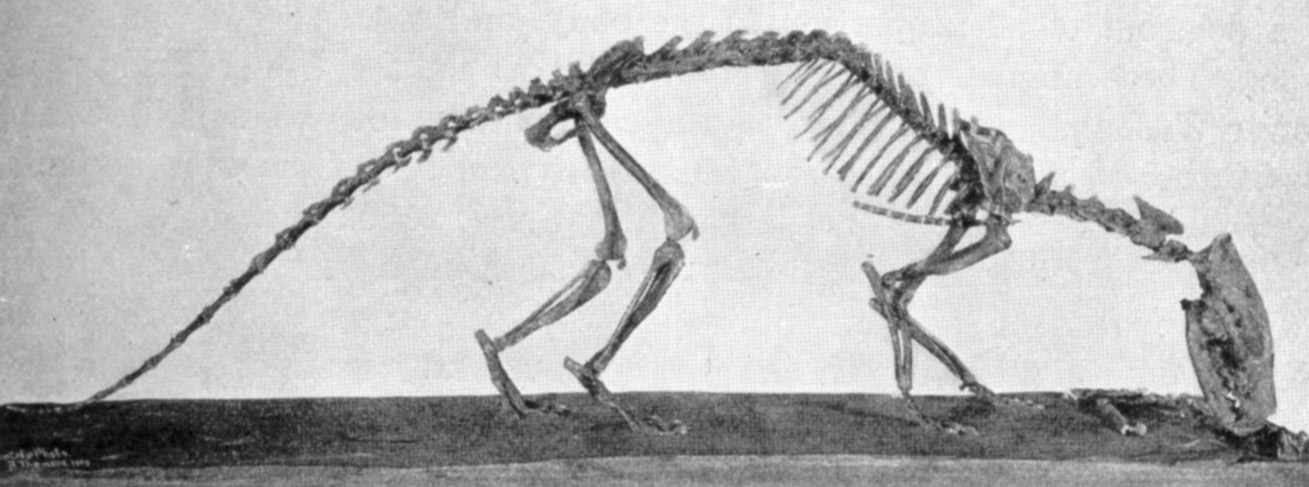
Squelette de Tritemnodon sp.

      - Genre Limnocyon (syn. Telmatocyon)
      - Genre Oxyaenodon
      - Genre Prolimnocyon
      - Genre Thinocyon

    - Sous-famille Proviverrinae
      - Genre Allopterodon
      - Genre Arfia
      - Genre Boualitomus
      - Genre Cynohyaenodon
      - Genre Eurotherium
      - Genre Indohyaenodon
      - Genre Kyawdawia
      - Genre Leonhardtina
      - Genre Masrasector
      - Genre Paracynohyaenodon
      - Genre Paratritemnodon
      - Genre Prodissopsalis
      - Genre Prototomus
      - Genre Proviverra
      - Genre Sinopa (syn. Stypolophus, Triacodon)
      - Genre Tinerhodon

    - Incertae sedis
      - Genre Alienetherium
      - Genre Consobrinus
      - Genre Galecyon
      - Genre Gazinocyon
      - Genre Geiselotherium
      - Genre Hemipsalodon
      - Genre Hyaenodontipus
      - Genre Imperatoria
      - Genre Ischnognathus
      - Genre Leakitherium
      - Genre Orienspterodon
      - Genre Oxyaenoides
      - Genre Paenoxyaenoides
      - Genre Parapterodon
      - Genre Paravagula
      - Genre Paroxyaena
      - Genre Praecodens
      - Genre Prolaena
      - Genre Propterodon
      - Genre Proviverroides
      - Genre Quasiapterodon
      - Genre Quercitherium
      - Genre Schizophagus
      - Genre Teratodon
      - Genre Thereutherium
      - Genre Tritemnodon
      - Genre Yarshea